# Ibercobre
Ibercobre, abreviatura de Ibérica del Cobre, fue una empresa española perteneciente a la industria del cobre. Nació en 1978 como un holding que agrupaba a varias compañías del sector del cobre, por lo que Ibercobre contó con varias plantas de producción y llegó a disfrutar de una posición privilegiada. Sin embargo, la persistente crisis que en aquellos años vivía la industria del cobre llevó a que el grupo desapareciese en 1989.

## Historia
El conglomerado Ibercobre nació a finales de 1978 a partir de la fusión de varias empresas de la industria del cobre, como eran la Sociedad Española de Construcciones Electromecánicas (SECEM), Pradera Hermanos, etc. El nuevo holding, que poseía factorías en Córdoba, Zarátamo y Lejona, disfrutaba de una posición hegemónica en el mercado español del cobre. En 1980 el grupo se hizo con el control de la Sociedad Industrial Asturiana «Santa Bárbara» tras convertirse en el accionista mayoritario. Con este movimiento Ibercobre consolidó aún más su posición en el sector.
En 1982, debido a la profunda crisis que vivía en el sector del cobre por aquellos años, el grupo Ibercobre se acogió al plan de reconversión industrial que aprobó el gobierno y recibió diversas ayudas económicas. Gracias a esta liquidez, Ibercobre pudo levantar dos de las tres plantas de colada continua de alambrón que se instalaron en España —situadas en Córdoba y Lugones—. Sin embargo, para finales de la década de 1980 la situación financiera del holding era tal que acabaría produciéndose su desarticulación. En 1989 el Banco de Bilbao y el Banco Hispano Americano se desprendieron de su participación en Ibercobre, cuyo capital y activos fueron adquiridos por la empresa finlandesa Outokumpu Koper Products Oy. La nueva propietaria optó por reorganizar el negocio y dividió en tres partes el antiguo complejo de SECEM en Córdoba. Río Tinto Minera se hizo en 1990 con la planta de colada continua de alambrón, mientras que otros centros de producción sufrieron una suerte desigual.